# Недєтово
Недєтово (рос. Недетово) — присілок в Дзержинському районі Калузької області Російської Федерації.
Населення становить 21 особу. Входить до складу муніципального утворення Село Радгосп Чкаловський.

## Історія
Від 2004 року входить до складу муніципального утворення Село Радгосп Чкаловський.

## Населення
| 2002 | 2010 |
| ---- | ---- |
| 26   | ↘21  |